# Christian Tissier
Christian Tissier (sinh năm 1951 ở Paris, Pháp) là một trong những huấn luyện viên aikido nổi tiếng nhất Châu Âu, là võ sư tiên phong của môn võ thuật tại Pháp. Ông bắt đầu tập luyện Aikido vào năm 1962 khi còn là một đứa trẻ trong dojo của Jean-Claude Tavernier ở Paris, theo phong cách của Mochizuki Hiroo. Cậu nhanh chóng tiếp tục luyện tập dưới sự chỉ dẫn của Mutsuro Nakazono và được phong lên 2-dan trước khi rời Tokyo vào năm 1969. Ông đã tới Aikikai Hombu Dojo khi 18 tuổi, và tập luyện ở đó trong bảy năm. Trong số các giáo viên đã truyền cảm hứng cho ông, phải kể đến Yamaguchi Seigo, Ōsawa Kisaburō và doshu thứ hai Ueshiba Kisshomaru. Khi sống ở Tokyo, ông cũng tập luyện kenjutsu dưới sự chỉ dẫn của Inaba Minoru tại Shiseikan và kickboxing tại Mejiro Gym. Ông cũng là một người mẫu và làm công việc dạy tiếng Pháp tại một trường học và tại học viện Institut Franco-japonais de Tokyo.
Ông được tấn phong 7-dan vào năm 1998, và là một trong số ít những người phương Tây được trao tặng danh hiệu Shihan bởi Aikikai.
Ông là một thành viên sáng lập của Fédération Française d'Aïkido Aïkibudo et Affinitaires (FFAAA hoặc 2F3A) được thành lập năm 1983. Ông cũng là một thành viên của ban kỹ thuật (Collège Technique) phụ trách kiểm tra phân hạng Dan và trao các chứng nhận giảng dạy: Brevet d'Etat và Brevet Fédéral. Các kỳ thi này diễn ra cùng với các thành viên của một liên đoàn khác, Fédération Française d'Aïkido et de Budo (FFAB), trong Liên minh Union des Fédérations d'Aïkido (UFA).
Christian Tissier cũng giữ chức vụ trong Liên đoàn Aikido Quốc tế với tư cách là huấn luyện viên trong các hội nghị và là một điều phối viên kỹ thuật và người thao diễn trong các sự kiện lớn như World Combat Games.
Ông là một trong ba Shihan (cùng với Miyamoto Tsuruzo và Kimura Jiro) được tấn phong 8-dan bởi Doshu Ueshiba Moriteru ở lễ Kagamibiraki vào ngày 11 tháng 1 năm 2016 tại Aikikai Hombu Dojo.

## Tác phẩm
Sách:
- Aikido Fondamental. Sedirep, Boulogne 1988 (1979) ISBN 2-901551-10-6
- Aikido Fondamental - Tome 2: Culture et Traditions. Sedirep, Boulogne; 1995 (1981) ISBN 2-901551-00-9
- Aikido Fondamental - Tome 3: Aiki-jo: Techniques de Bâton. Sedirep, Boulogne; 1991 (1983) ISBN 2-901551-17-3
- Aikido - Initiation. Sedirep, Boulogne; 1995 (1983) ISBN 2-901551-14-9
- Aikido Fondamental - Tome 4: Techniques avancées. Sedirep, Boulogne; 1995 (1987) ISBN 2-901551-40-8
- Aikido - Progression technique du 6ème Kyu au 1er Dan. Sedirep, Boulogne; 1996 (1990) ISBN 2-901551-57-2

Video:
- Aikiken- Bokken- Kenjutsu- mes choix pour l'étude du Ken
- Aikido - Progression technique du 6ème Kyu au 1er Dan.

DVD:
- Principes et applications - Volume 1: immobilisations
- Principes et applications - Volume 2: projections
- Principes et applications - Coffret: immobilisations et projections
- Variations et applications

Phần mềm điện thoại:
- Christian Tissier - Aikido App